# Забу
Забу (англ. Zabu) — вымышленный плейстоценовый саблезубый тигр, появляющийся в американских комиксах издательства Marvel Comics. В первую очередь персонаж ассоциируется с Дикой Землёй, Людьми Икс и Мстителями, являясь частью их домашних животных. Он — последний известный из ныне живущих смилодонов, а также компаньон и союзник Ка-Зара.
С момента своего первого появления в комиксах Забу появился в других медиа продуктах, включая мультсериалы и видеоигры.

## История публикаций
Забу был создан сценаристом Стэном Ли и художником Джеком Кирби и впервые появился в комиксе The X-Men #10 (Март 1965).

## Биография

Обложка The X-Men #10 (март 1965). Первое появление Ка-Зара и Забу. художник — Джек Кирби

Смилодоны, также известные как саблезубые тигры, вымерли в период плейстоцена, когда Земля переживала свой последний ледниковый период. Забу родился на Дикой Земле, единственной территории планеты Земля, на которой уцелели представители его вида. Когда Забу был ещё детенышем, его мать, братья и сёстры были убиты людьми-обезьянами, человеческими обитателями Дикой Земли. Впоследствии Забу нашёл волк Зага, который принёс его в пищу своей супруге Тане, однако та решила усыновить маленького смилодона, позволив ему расти среди их с Загой детёнышей — Феты, который восхищался Забу, и Джета, затаившего обиду на Забу, из-за его авторитета в глазах Феты. Джет убил Фету в борьбе за превосходство, и Забу был вынужден убить Джета в бою, что привело к изгнанию смилодона из стаи. После этого Забу в одиночестве скитался по Дикой Земле, обучаясь выживанию по мере взросления. Через год после своего рождения Забу встретил самку, которая стала его спутницей жизни и забеременела от него. Маа-Гор, вождь племени обитавших на Дикой Земле первобытных пещерных людей, руководил истреблением саблезубых тигров, в результате чего те практически вымерли на Дикой Земле. Когда приспешники Маа-Гора убили его подругу, Забу выследил их и обнаружил, что они собирались напасть на маленького мальчика Кевина Пландера, который прибыл на Дикую Землю со своим отцом-исследователем, лордом Робертом Пландером. Расправившись с отцом Кевина, Маа-Гор собирался убить и самого юношу, однако Забу удалось нанести ему удар в спину. Маа-Гор готовился убить тигра своим копьём, однако Кевин остановил его выстрелом плечо из пистолета своего отца. Забу понял, что Кевин спас ему жизнь, и они стали компаньонами. Они поселились в Стране Туманов, области, куда боялись отправиться люди Маа-Гора. За годы проживания в Стране Туманов Кевин возмужал, тренируясь под опекой Забу. Люди Маа-Гора назвали Кевина «Ка-Зар», что означало «сын тигра».
Забу оставался компаньоном Ка-Зара, когда тот повзрослел. Газы в Стране Туманов замедлили его старение, поэтому, когда Ка-Зар стал взрослым, тигр по-прежнему пребывал в рассвете сил. После того, как Ка-Зар начал контактировать с людьми из-за пределов Дикой Земли, он часто брал с собой Забу в свои странствия во внешний мир. Также Забу сопровождал Ка-Зара в измерение шинарианцев.
Вместе с Ка-Заром и его женой Шанной О’Харой, Леди Пландер, Забу избежал разрушения Дикой Земли от рук инопланетянина Терминуса. Позже они вернулись на свою родину, когда Высший Эволюционер восстановил Дикую Землю.
Забу сопровождал Ка-Зара в Нью-Йорк, когда Парнивал Пландер объединился с Таносом, а также находился рядом с Ка-Заром, когда тот вернулся в Нью-Йорк и был несправедливо обвинён в стрельбе. Вернувшись на Дикую Землю, Ка-Зар и его семья были вынуждены временно покинуть свой дом, но вскоре вернулись и воссоединились с Забу.
Через некоторое время Ка-Зар попыталась заручиться помощью Джессики Джонс, которая на тот момент работала частным детективом, чтобы выследить пропавшего Забу, но она отказалась. В какой-то момент Забу воссоединился с Ка-Заром, после чего оказался втянут в реалити-шоу, где Геркулес совершал новые подвиги, одним из которых был захват Забу. Затем Забу вернулся к Ка-Зару и Шанне после вечеринки в Нью-Йорке, посвящённой успеху телешоу Геркулеса.
Когда космическая сила, известная как Сила Феникса, вернулась на Землю, она устроила соревнование, чтобы определить своего следующего хозяина, и Шанна в сопровождении Забу была одной из многих людей, вызванных для этого в Белую пылающую комнату. Феникс наделил собравшихся чемпионов силой и заставил их сражаться друг с другом в испытании поединком. После победы в битве с Дьявольским Динозавром и Американским Орлом, Шанна и Забу столкнулись с Красной Вдовой. Битва была равной, но в конце концов она была прервана, когда Эхо, одна из павших участников, была выбрана Фениксом. Выйдя со дна океана, Эхо поглотила части Феникса внутри Шанны, Забу и Красной Вдовы, прежде чем сделать то же самое с другими участниками и полностью превратиться в Феникса.

## Альтернативные версии

### House of M
В реальности  House of M изображение Забу появляется в статье Daily Bugle о Ка-Заре, посвящённым поискам его убежища в Соединённых Штатах.

### Marvel Zombies
Заразившиеся вирусом зомби Забу и Ка-Зар поедают Барбаруса и других сверхмощных жителей Дикой Земли.

### Ultimate Marvel
Во вселенной Ultimate Marvel Забу является тигром с большими зубами, а не настоящим смилодоном, как в основной реальности. Во флэшбеках было показано, что он, Ка-Зар и Шанна с детства были друзьями.

## Вне комиксов

### Телевидение
- Забу появился в эпизоде «Охотник и охотящийся» мультсериала «Человек-паук» (1981). По сюжету, его похищает Крейвен-охотник по заказу Джея Джоны Джеймсона, намеревающегося сделать саблезубого тигра талисманом редакции Daily Bugle. Ка-Зар отправляется на Манхэттен, чтобы спасти Забу и становится новой целью Крэйвена. Заручившись поддержкой Человека-паука, Ка-Зар и Забу ловят Крэйвена в клетку, после чего возвращаются на Дикую Землю.
- Забу появляется в нескольких эпизодах мультсериала «Люди Икс» (1992) в качестве спутника Ка-Зара и его товарища в борьбе с поработителями Сауроном, Злыднем и Гарокком.
- Забу появляется в мультсериале «Супергеройский отряд» (2009), где его озвучил Стивен Блум[25]. Эта версия персонажа носит ошейник из Звёздного Кварца, материала, способного связывать и объединять любой металл в присутствии Вибраниума.
- Забу появляется в мультсериале «Великий Человек-паук» (2012), где состоит в рядах Новых Воинов.
- Забу появляется в эпизодической роли в эпизоде «Дикая Земля» мультсериала «Халк и агенты У.Д.А.Р.» (2013).

### Видеоигры
- В игре Marvel vs. Capcom 3: Fate of Two Worlds (2011) Забу, Ка-Зар и Шанна появляются в концовке Аматэрасу. В ней Аматэрасу и её небесный посланник Иссун оказываются на Дикой Земле и объединяются с троицей против дикого тираннозавра[26].
- Забу появляется в игре Marvel: Avengers Alliance (2012) для Facebook.
- Забу является компаньоном Ка-Зара и одним из членов питомцев Мстителей в игре Marvel Avengers Academy (2016).
- Карта "Забу" и её вариации доступна в Marvel Snap.

## Критика
Screen Rant поместил Забу на 1-е место среди «10 лучших супер-питомцев DC и Marvel». Comic Book Resources включил Забу в списки «10 культовых домашних животных в комиксах Marvel» и «10 самых сильных животных в комиксах Marvel».